# Sídliště Pod Hůrkou
Sídliště Pod Hůrkou se nachází v západočeských Klatovech jižně od vlakového nádraží. Je ohraničeno ulicemi Cibulkova a Nádražní na severu, Družstevní na západě, Pod Hůrkou a Krátká na jihu a Čechova na východě. Začalo vznikat v první polovině 70. let 20. století kolem ulice Podhůrecká a Prusíkova a pokračovalo v druhé dekádě 70. let v ulici Pod Hůrkou. V první polovině 80. let pak vznikly tři věžáky naproti autobusovému nádraží v ulici Hlávkova. Poslední stavbou byl pak domov důchodců koncem 80. let, nedaleko vlakového nádraží. Nově vzniklá čtvrť tak propojila nádraží s centrem města. Název Pod Hůrkou je odvozen od pomístního názvu, který této lokalitě příslušel a který odkazuje na nedaleký kopec Hůrka.

## Galerie

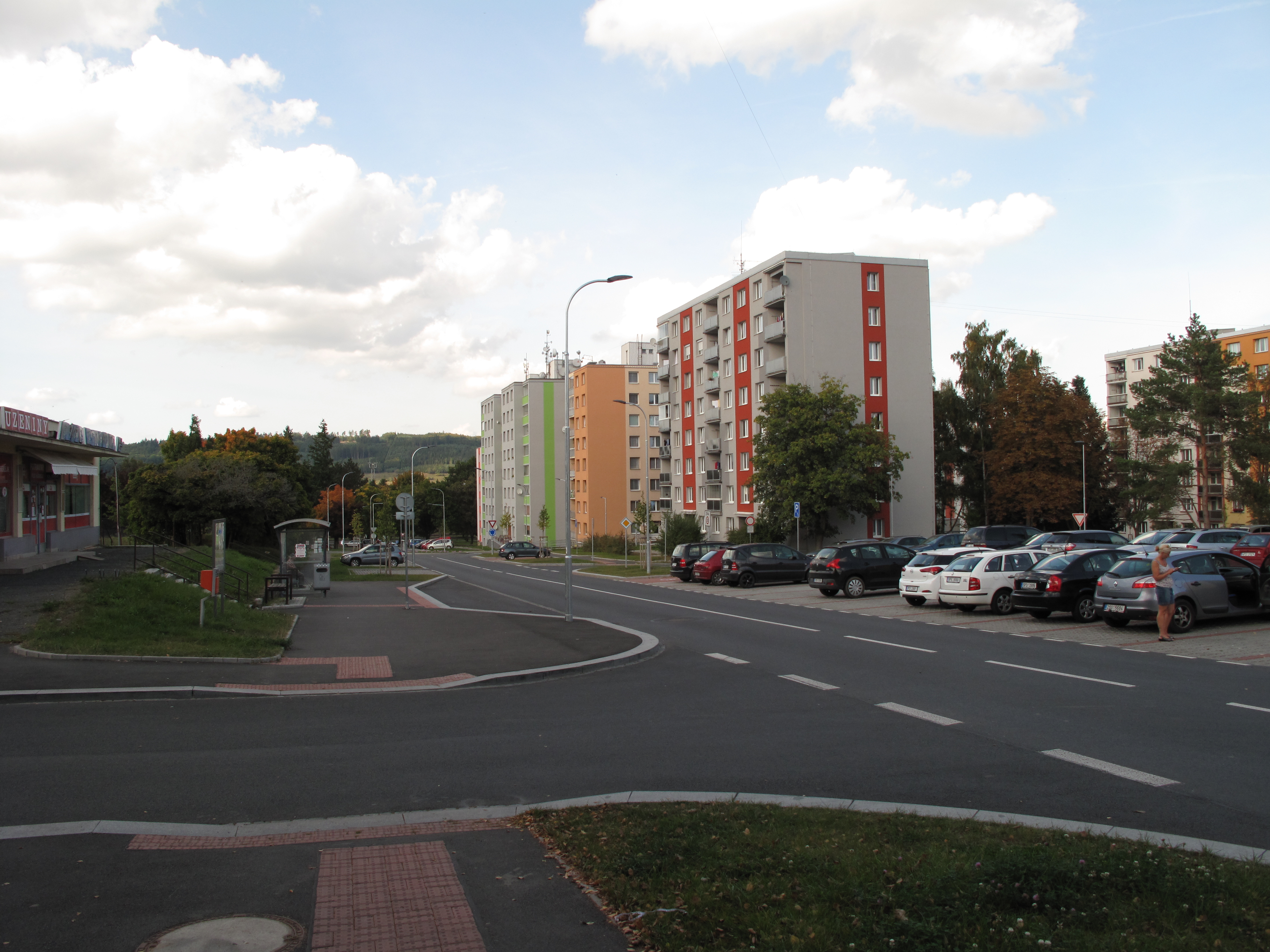
Paneláky v Podhůrecké ulici. V popředí nejstarší část zástavby
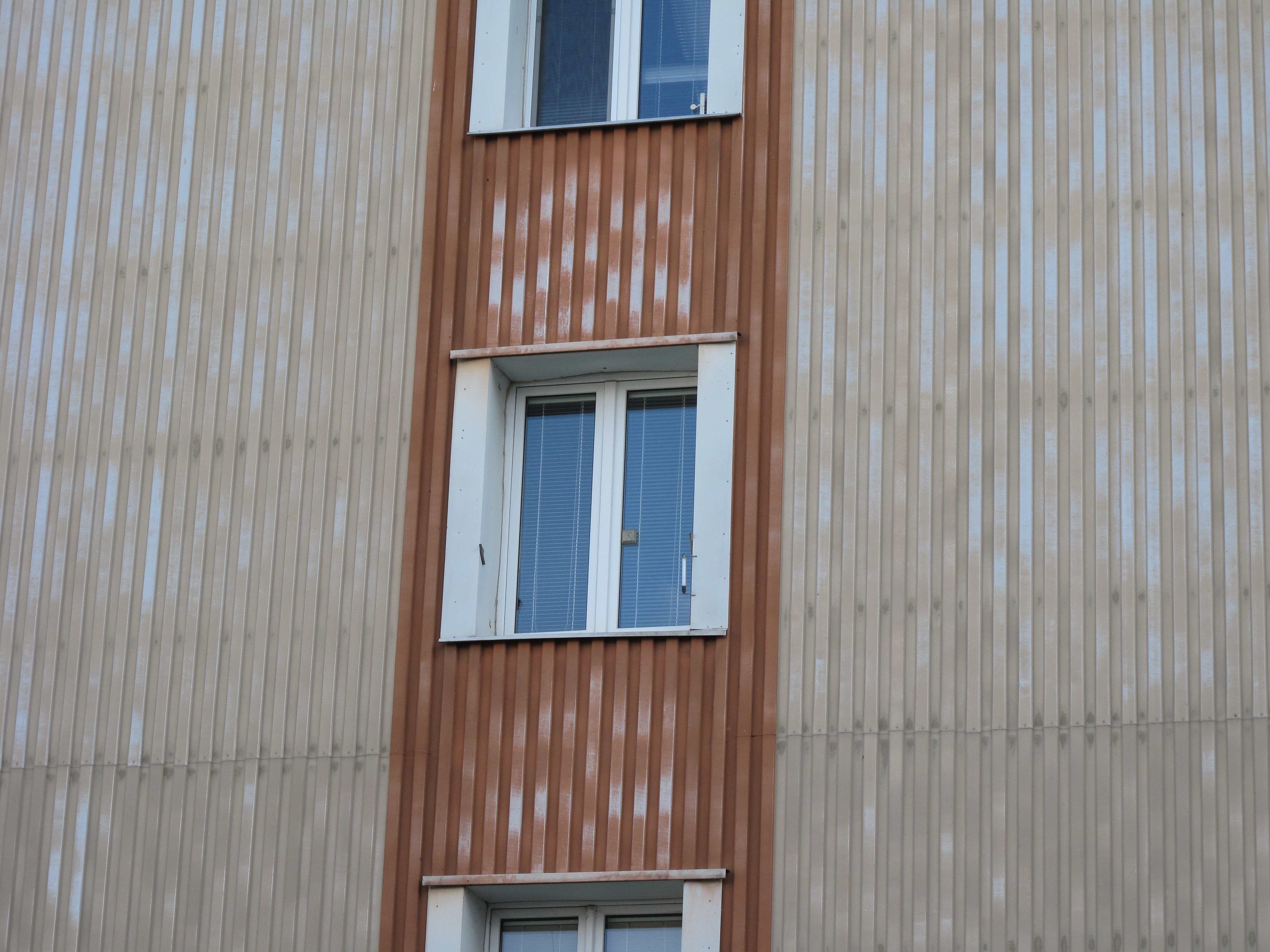
Zbytky původního opláštění
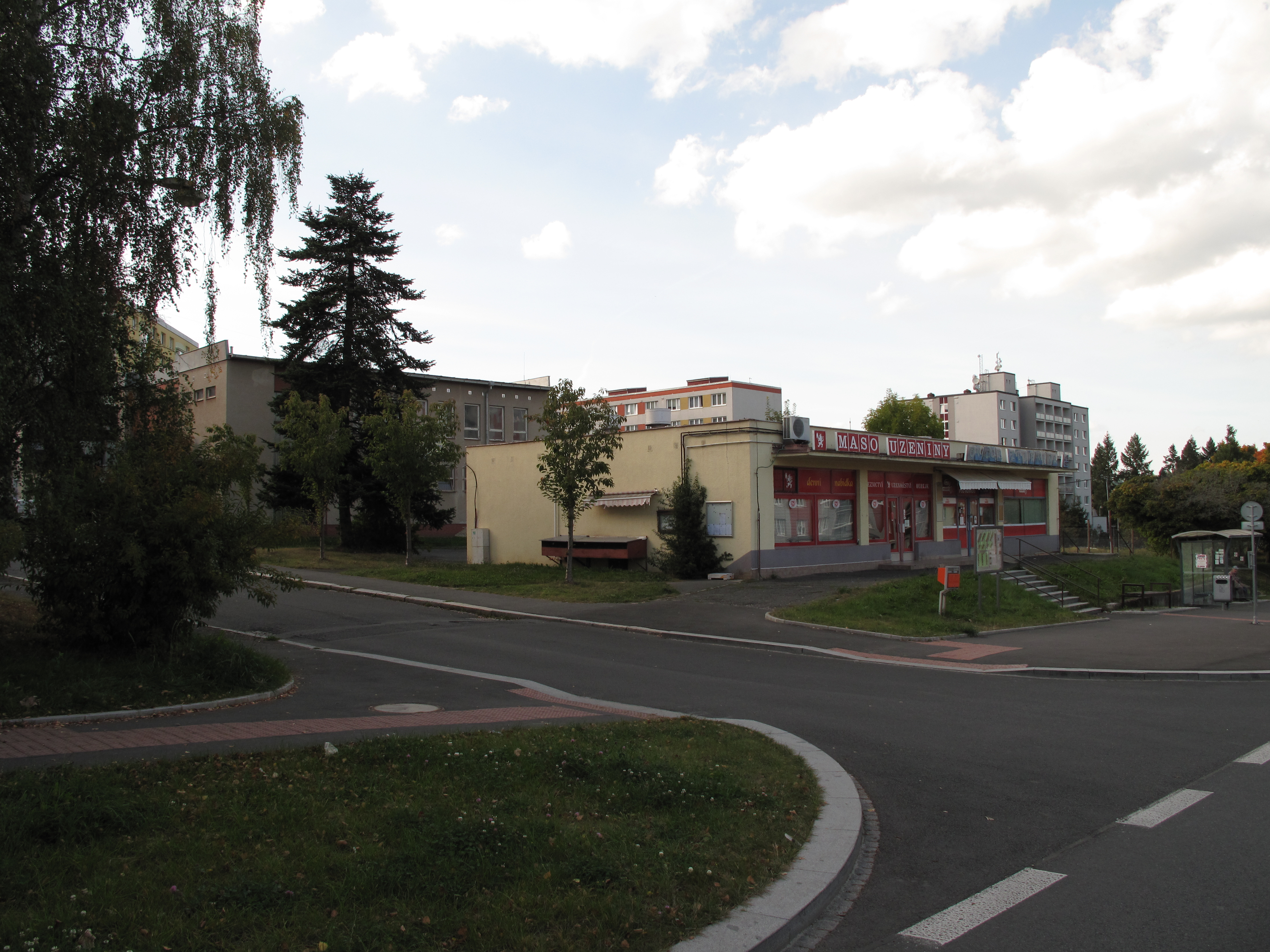
Samoobsluha
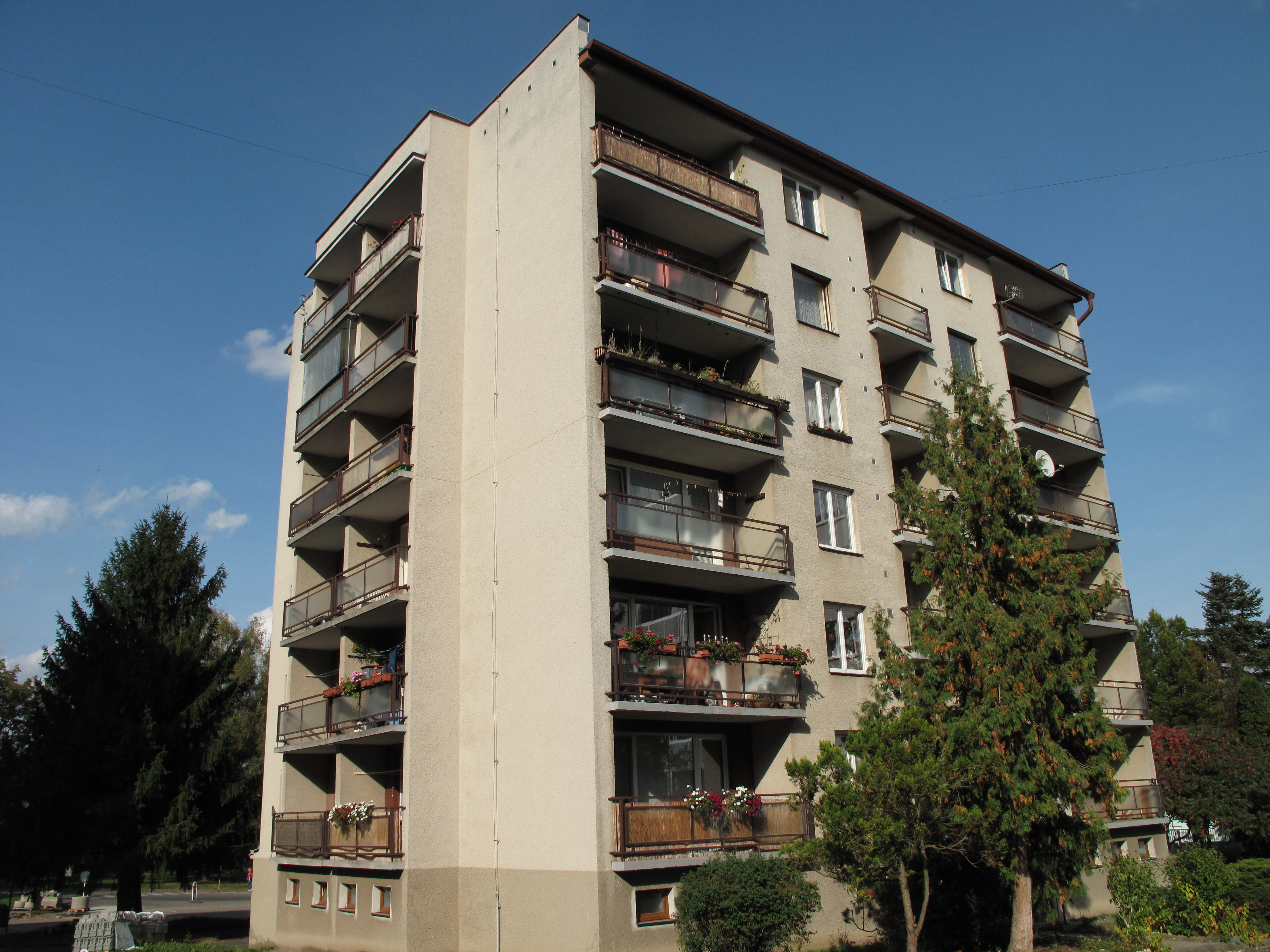
Věžový panelák při autobusovém nádraží
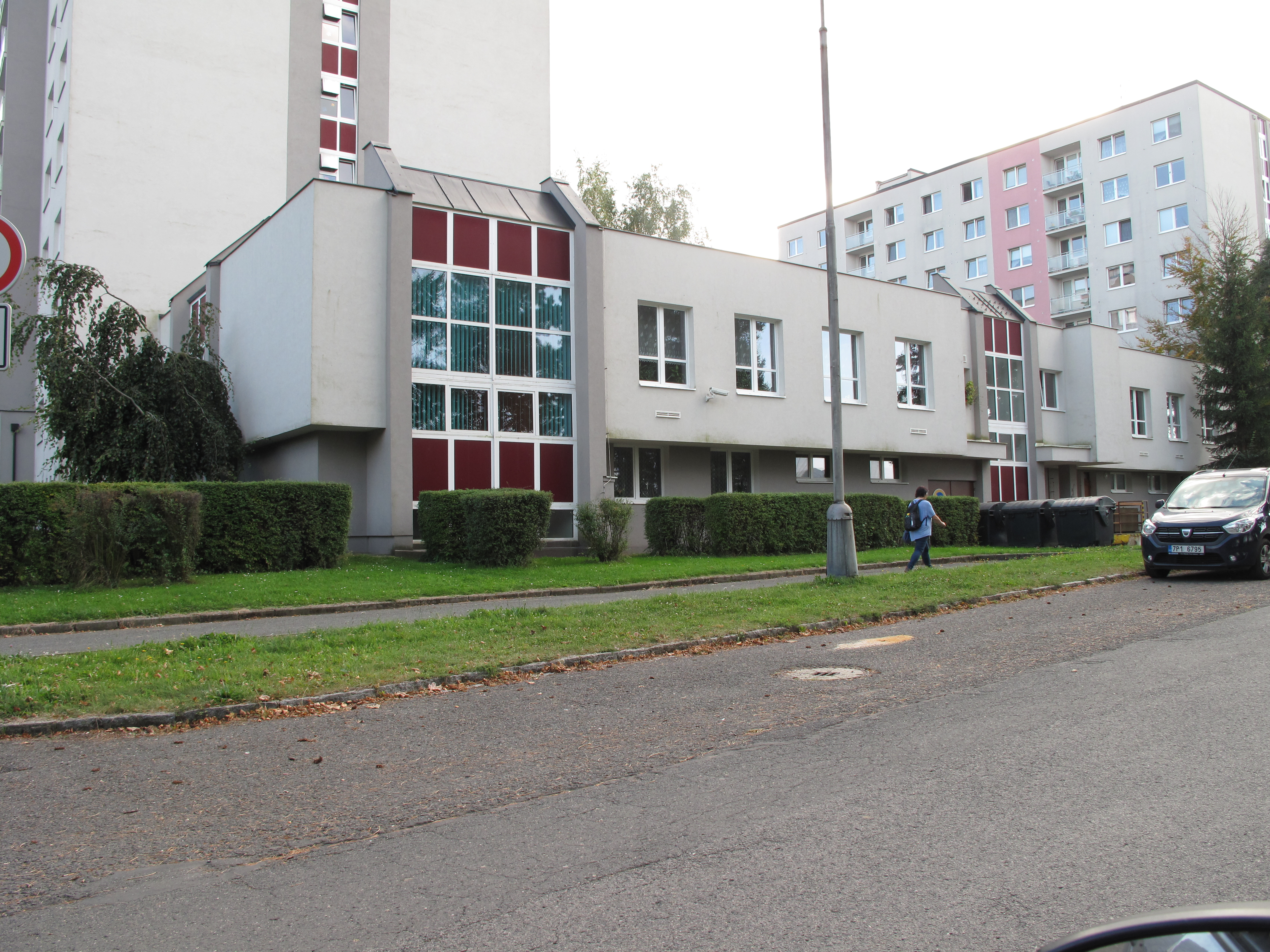
Domov pro seniory